# 岩石公园 (阿维尼翁)
岩石公园（Rocher des Doms）是法国阿维尼翁的一个公园，位于市中心罗纳河左岸的岩石顶部。开辟于17世纪，风格兼具英式与法式。

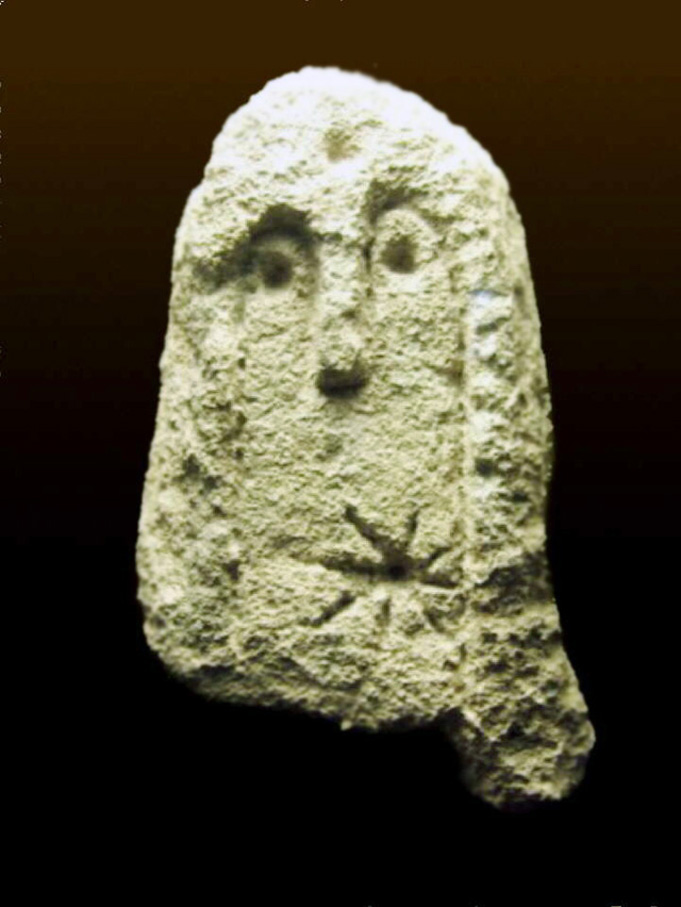
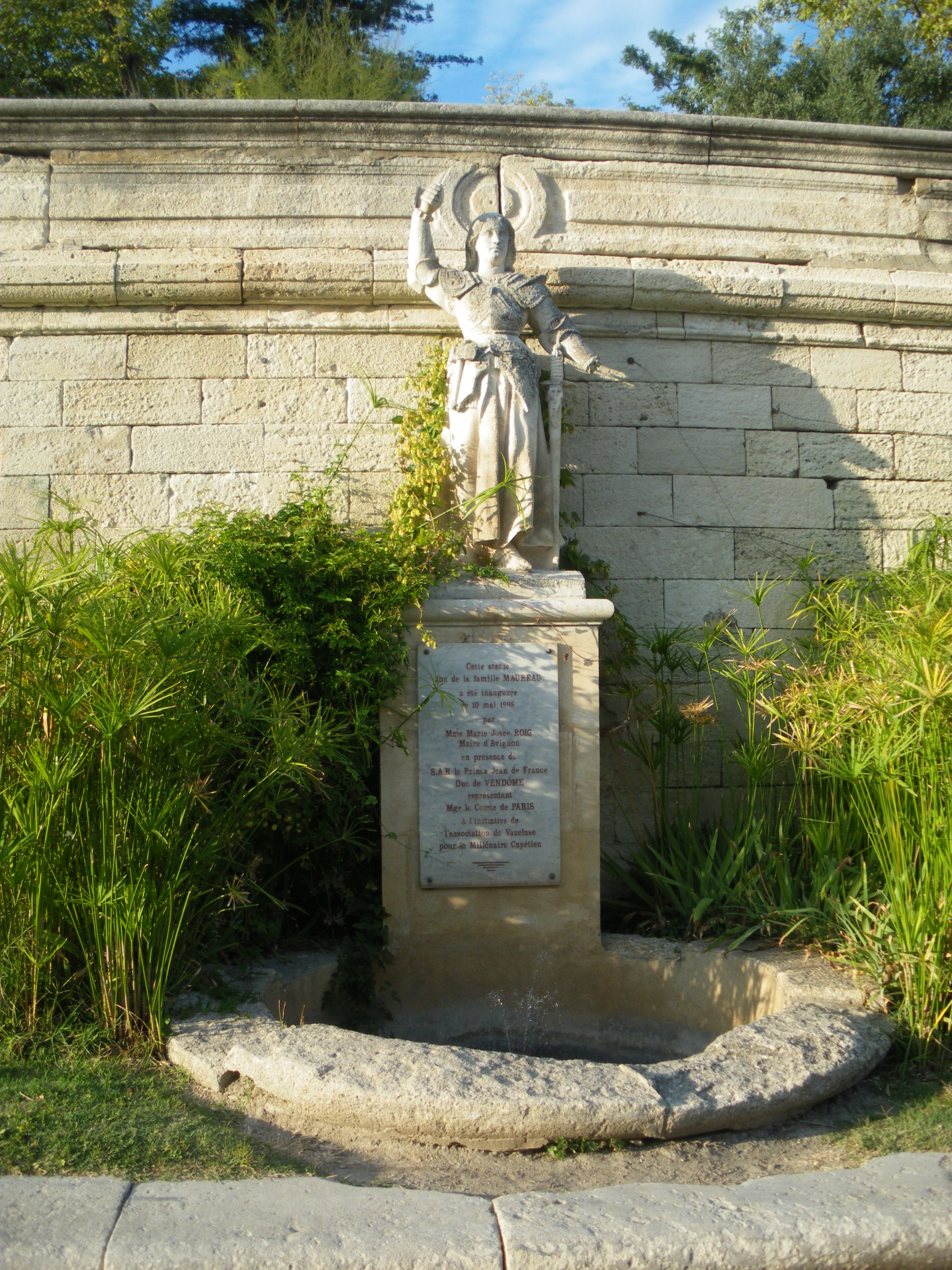
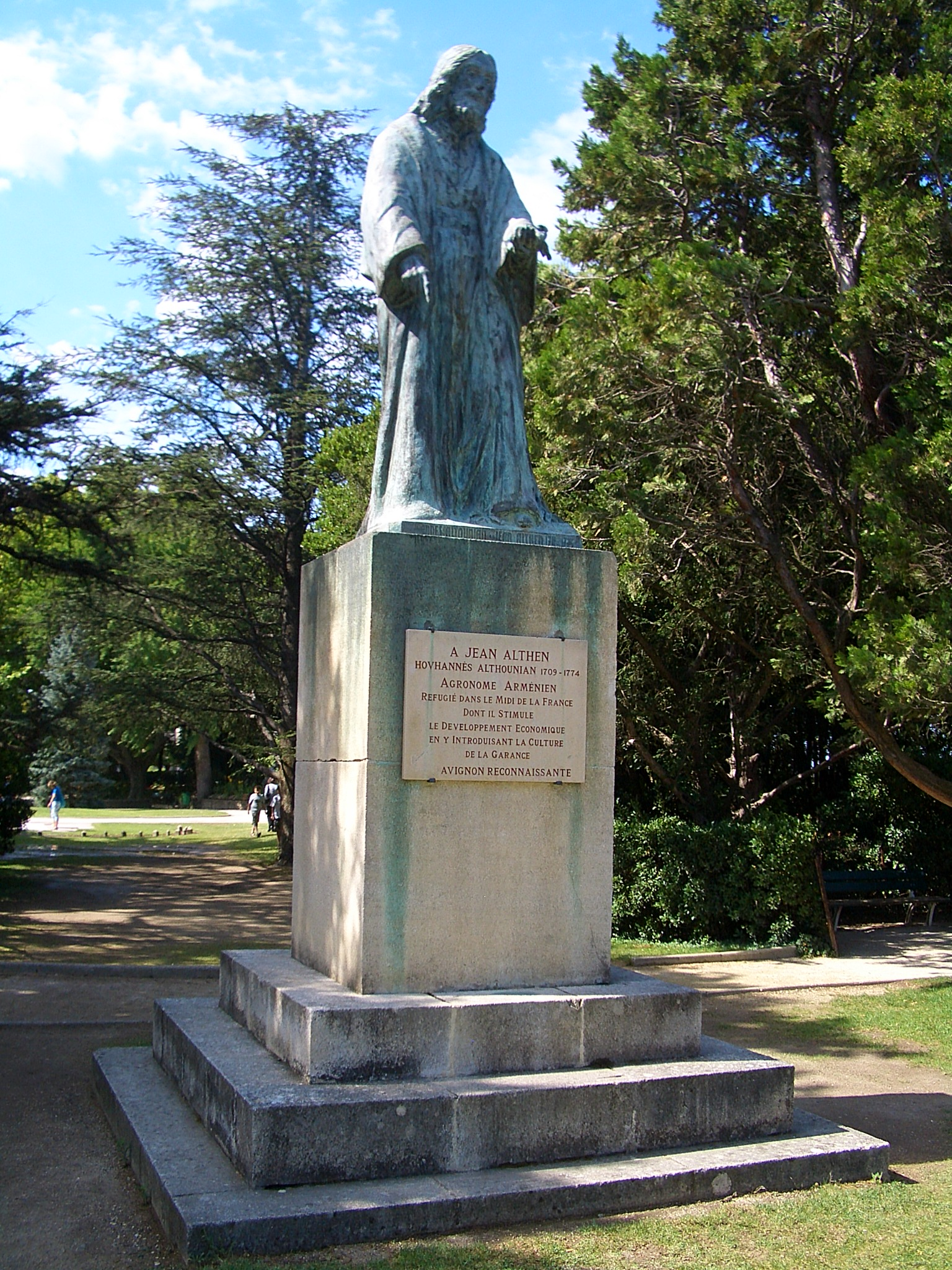
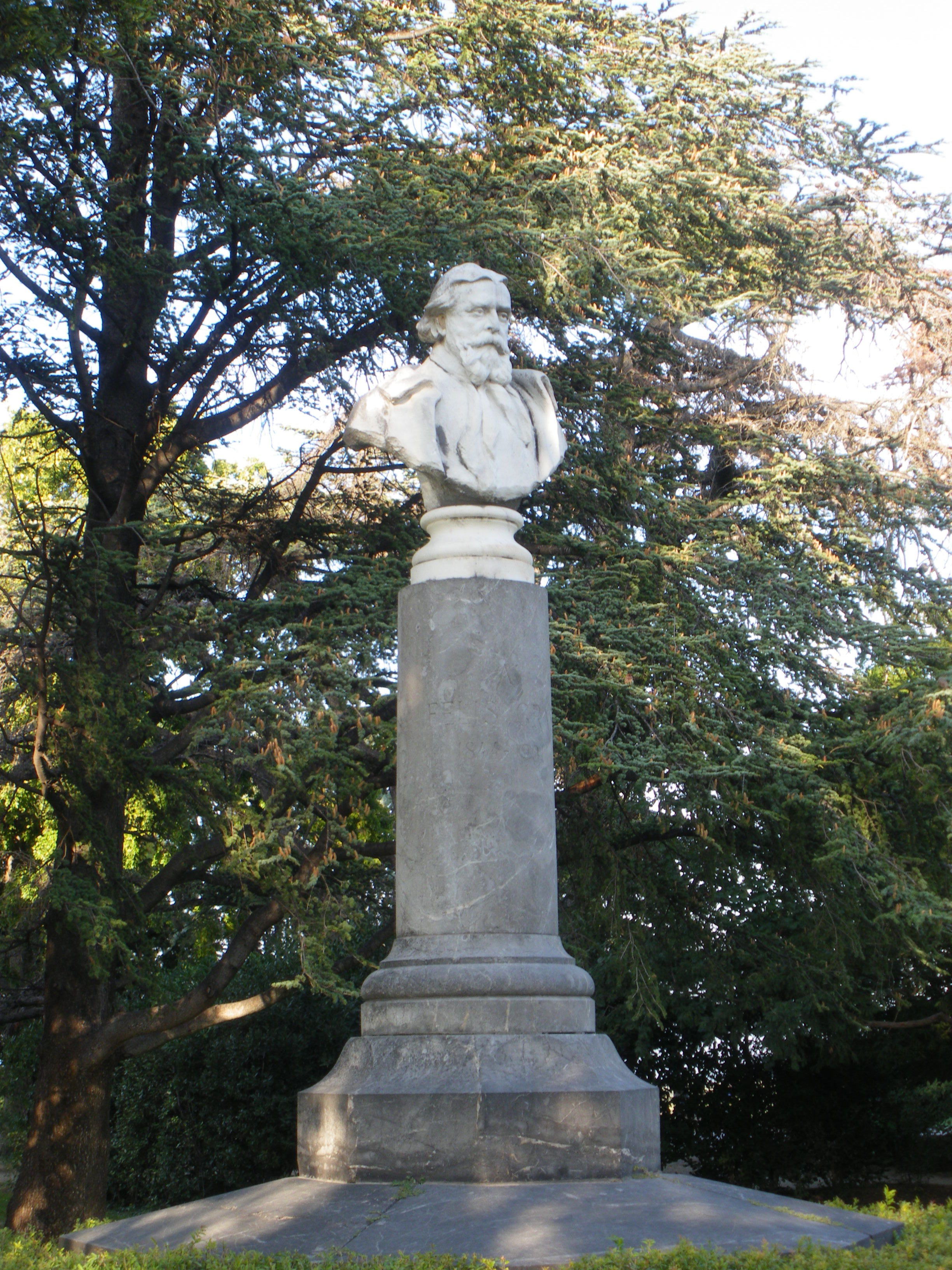
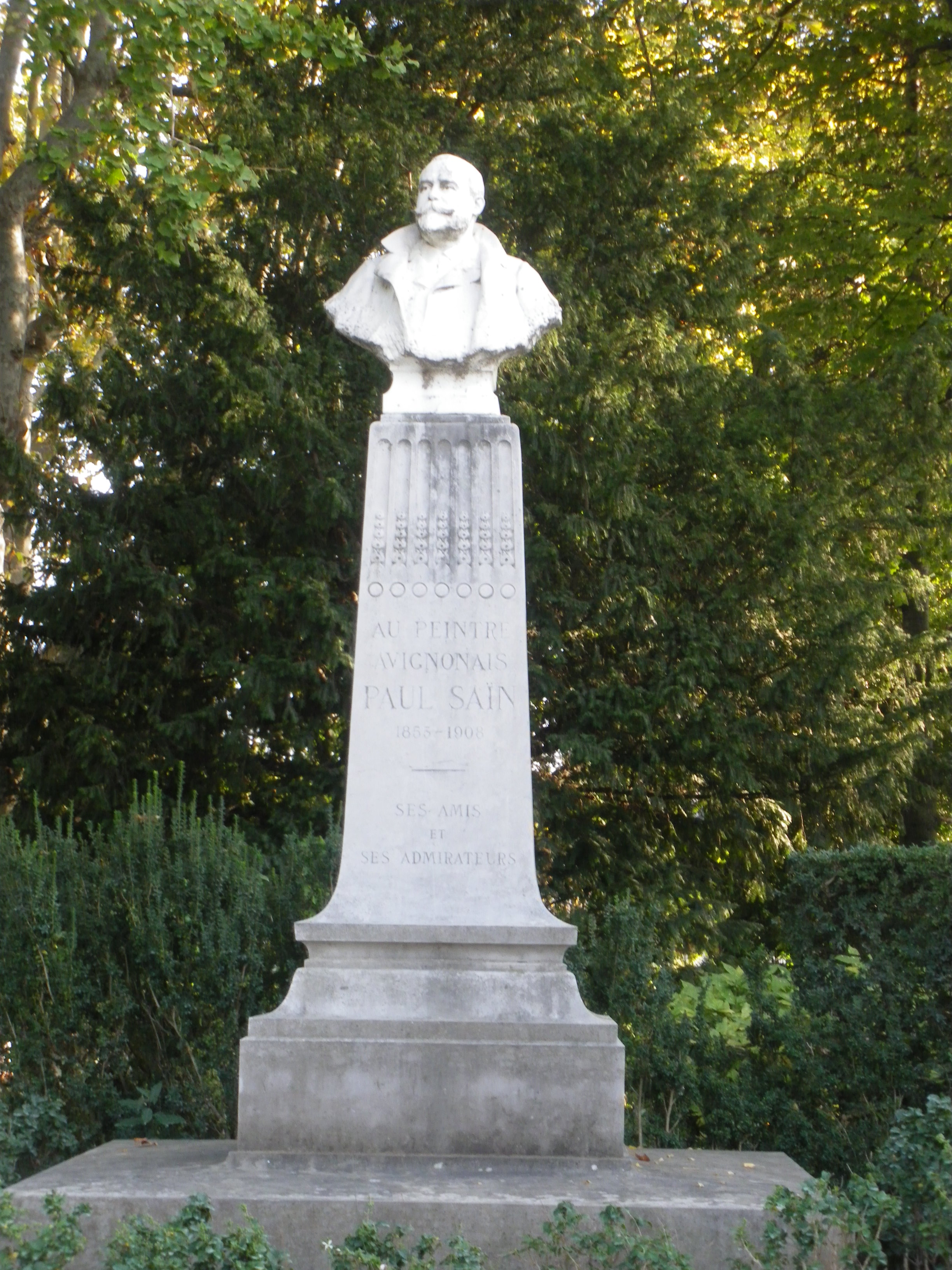
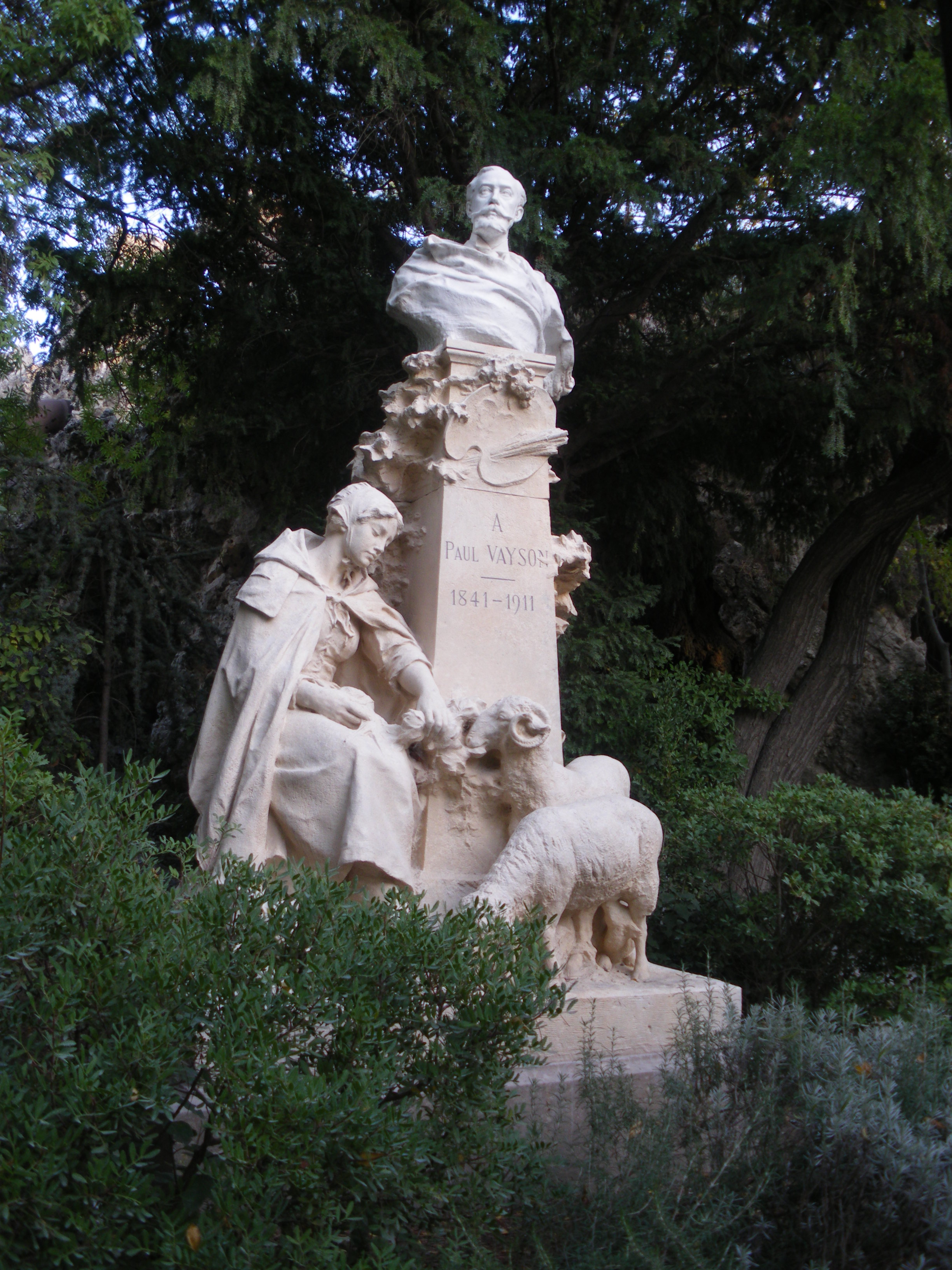